# فرج‌الله گل‌سفیدی
فرج الله گل سفیدی (زاده ۱۳۳۷ در لنگرود) بازیگر تئاتر، سینما و تلویزیون اهل ایران است.

## زندگی
فرج الله گل سفیدی اصالت گیلانی دارد اما بزرگ شده تهران است، وی در طول سالهای فعالیتش فیلم‌ها و سریال‌های زیادی از جمله در حاشیه، تاوان و دنیا بازی کرده‌است.

## فیلم‌شناسی

### سینمایی
1. به وقت طلاق (۱۳۹۷)
2. ثبت با سند برابر است(۱۳۹۵)
3. آکازیون (۱۳۹۲)
4. یاور (۱۳۹۱)
5. پس کوچه‌های شمرون (۱۳۹۱)
6. زن مرد زندگی (۱۳۹۱)
7. خاطره گمشده (۱۳۹۰)
8. بدون اجازه (۱۳۸۹)
9. دیو و دلبر (۱۳۸۹)
10. جاده دوستی (۱۳۸۸)
11. دنیا(۱۳۸۰)
12. شهر زنان (۱۳۷۷)
13. فرار بزرگ (۱۳۷۶)
14. ۷گذرگاه (۱۳۷۴)
15. مأموریت آقای شادی (۱۳۷۱)
16. سیرک بزرگ (۱۳۷۰)
17. دو همسفر (۱۳۷۰)
18. مسافران (۱۳۷۰)

### تلویزیونی
1. وکلای جوان (۱۳۷۵-۱۳۷۴) شبکه ۲
2. هزاران چشم (۱۳۸۲) شبکه۳
3. در چشم باد (۱۳۸۷-۱۳۸۲) شبکه ۱
4. عملیات ۱۲۵ (۱۳۸۷) شبکه۵
5. کیمیا (۱۳۹۲) شبکه۲
6. ستایش ۲ (۱۳۹۳) شبکه۳
7. هشت بهشت (۱۳۹۳)شبکه ۳
8. آقا و خانم سنگی (۱۳۹۳) شبکه ۳
9. رخصت (۱۳۹۳) شبکه قرآن و سه
10. در حاشیه (۱۳۹۴) شبکه۳
11. برادر (۱۳۹۵) شبکه۲
12. خط ویژه عشق (۱۳۹۷) شبکه۳
13. بچه مهندس (۱۳۹۷) شبکه۲
14. وارش  (١٣٩٨) شبکه۳
15. کامیون (١٣٩٩) شبکه۲
16. دادستان (١٣٩٩) شبکه سه
17. ایران نود و یک(۱۴۰۰) شبکه سبلان
18. آزادی مشروط (۱۴۰۱) شبکه ۱
19. فرشتگان بی بال (١۴٠٠) شبکه۵
20. حکم رشد (۱۴۰۱) شبکه۳
21. آزادی مشروط(۱۴۰۱) شبکه یک
22. جایزه ۶ (۱۴۰۲) شبکه باران
23. سوجان (۱۴۰۳) شبکه یک